# Arco de São Bento

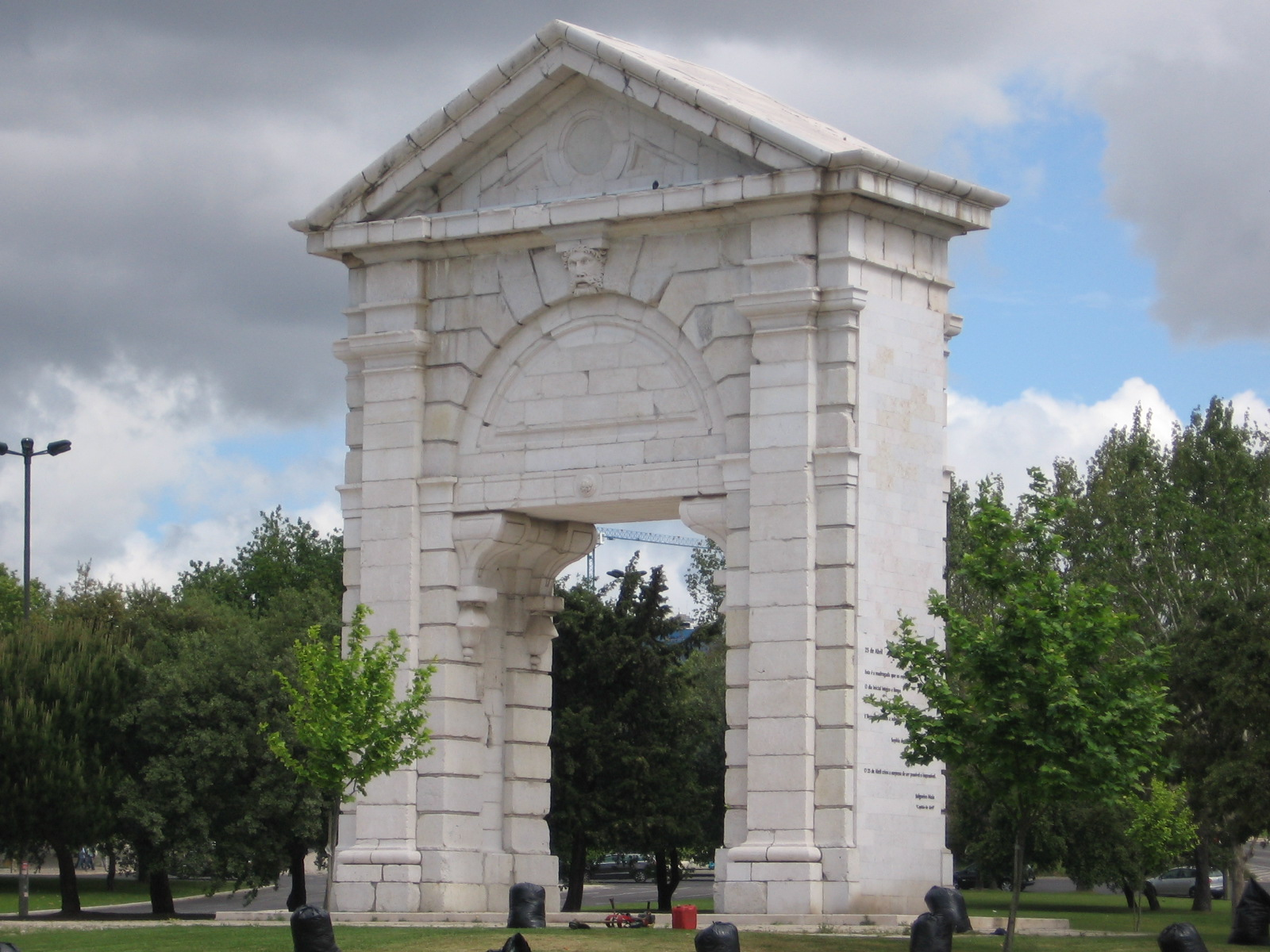
Arco de São Bento na Praça Espanha.

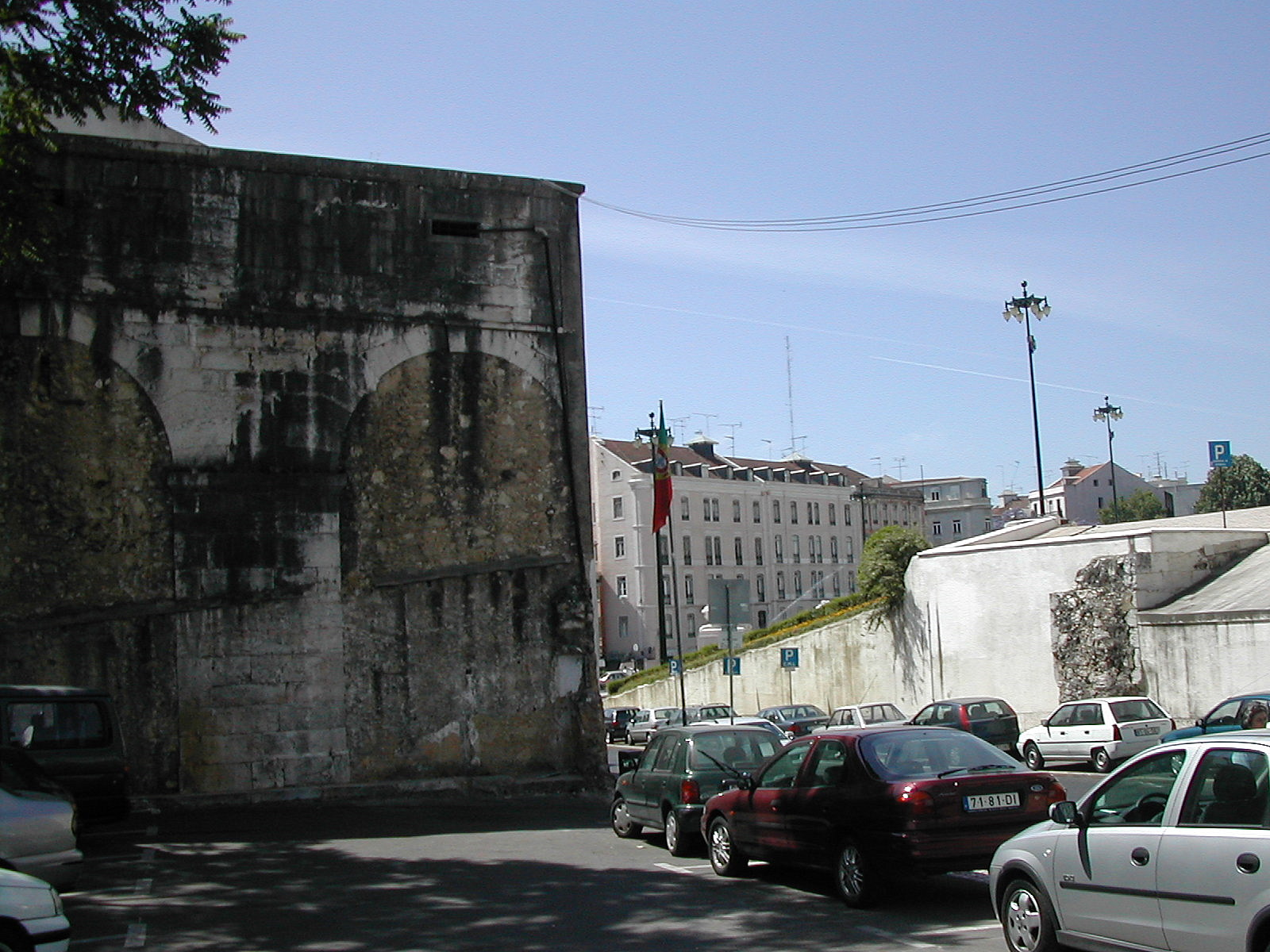
Arco de São Bento em falta na Rua de São Bento.

O Arco de São Bento foi construído em 1758 sobre a rua de São Bento, em Lisboa.
Estava integrado na Galeria da Esperança do Aqueduto das Águas Livres. Foi desmontado em 1938 em consequência das obras de remodelação do espaço em frente do Palácio de São Bento.
Esteve desmontado durante décadas, primeiro nos jardins do Palácio da Ajuda e depois na Praça Espanha, onde foi finalmente reconstruído em 1998 .